# Пенні Сміт (спортивна стрільчиня)
Пенні Сміт (англ. Penny Smith; 21 квітня 1995, Джилонг, Австралія) — австралійська стрільчиня, бронзова призерка Олімпійських ігор 2024 року.

## Виступи на Олімпіадах
| Олімпіада  | Дисципліна | Місце |
| ---------- | ---------- | ----- |
| Токіо 2020 | трап       | 6     |
| Париж 2024 | трап       | 3     |